# House Peters Jr.
Robert House Peters, Jr. (* 12. Januar 1916 in New Rochelle; † 1. Oktober 2008 in Los Angeles) war ein US-amerikanischer Schauspieler. Seine bekannteste Rolle war die Darstellung der Werbefigur „Mr. Clean“ (im Deutschen: Meister Proper).

## Biografie
House Peters Jr. wuchs in Beverly Hills als Sohn der Stummfilm-Schauspieler House Peters senior und Mae King Peters auf. Bereits auf der High School begann er sich für die Schauspielerei zu interessieren. Nach seinem Abschluss spielte er unter anderem in den Filmen Hot Tip und dem Gene-Autry-Vehikel Public Cowboy No. 1 mit. Außerdem spielte er in mehreren Folgen der ersten Flash-Gordon-Serie mit. Im Zweiten Weltkrieg diente er in der US-Luftwaffe. Danach war er wieder als Filmschauspieler, vor allem in Nebenrollen von Fernsehserien und B-Filmen, tätig. So spielte er in zwölf Episoden der Serie Lassie den Sheriff Jim Billings.
In den 1950er und 1960er Jahren verkörperte Peters den ersten „Mr. Clean“ und prägte damit das Image der durchtrainierten, glatzköpfigen Werbefigur für den Konzern Procter & Gamble. Das betreffende Reinigungsmittel wurde im deutschsprachigen Raum unter dem Namen Meister Proper vermarktet. Die Zeichentrickfigur in den deutschen Werbespots basiert auf der Darstellung von House Peters Jr.
Im Jahr 2000 wurde Peters für seine Leistungen im Genre der B-Film-Western der Golden-Boot-Award Backbone of the B’s verliehen. Im selben Jahr publizierte er seine Autobiografie Another Side of Hollywood.

## Filmografie (Auswahl)
- 1936: Flash Gordon
- 1948: Die Plünderer von Nevada (The Plunderers)
- 1949: Batman & Robin
- 1950: Gangster von Chicago (Hi-Jacked)
- 1950: The Gene Autrey Show
- 1951: Der Tag, an dem die Erde stillstand (The Day the Earth Stood Still)
- 1951: Burg der Rache (Lorna Doone)
- 1952: Der vierte Mann (Kansas City Confidential)
- 1952: Der König der Wildnis (The Lion and the Horse)
- 1952: Das Tor zur Hölle (Hellgate)
- 1952: Sabotage (Carson City)
- 1952: Endstation Mars (Red Planet Mars)
- 1954: Die Autofalle von Las Vegas (Highway Dragnet)
- 1955: The Life and Legend of Wyatt Earp
- 1955: Rauchende Colts (Fernsehserie)
- 1955: Fury (Fernsehserie)
- 1955: … denn sie wissen nicht, was sie tun (Rebel Without a Cause)
- 1956–1966: Lassie (Fernsehserie)
- 1960: The Big Night
- 1961: 77 Sunset Strip
- 1962: Die Geächteten vom Rio Grande (Terror at Black Falls)
- 1964: Rio Conchos
- 1965: Entscheidung am Big Horn (The Great Sioux Massacre)